# Zendaya
Zendaya Maree Stoermer Coleman, kendt som Zendaya, (født 1. september 1996 i Oakland, Californien, USA) er en amerikansk skuespiller, model, danser og sanger, bedst kendt fra Disney Channels "K.C. Undercover" som K.C Cooper, som Rue Bennett i Euphoria (tv-serie) (en). Hun er en del af MCU-universet, hvor hun spiller Michelle Jones-Watson, Spiderman/Peter Parkers kæreste. Hun havde en mindre rolle i den stort anlagte film Dune, men spås til at få en betydelig større rolle i Dune 2.

## Tidlige liv
Zendaya voksede op som en del af California Shakespeare Theater hvor hendes mor arbejdede. Zendaya hjalp da også sin mor på arbejdet, og spillede sine første amatørroller dér. 

## Karriere
Zendaya fik sin første professionelle rolle som baggrundsdanser i Kidz Bop-videoen til Katy Perrys "Hot'n Cold". I 2010 fik hun sit gennembrud i Disney Channels Shake It Up som Rocky Blue. Hun har også medvirket i Disney Channels A.N.T Farm, som gæstestjernen Sequoia Jones. Zendaya ses i traileren til Katie Alenders bog, From Bad to Cursed. Hun har medvirket i filmene Pixie Hollow Games og Frenemies. Derudover har hun også udgivet en del singler, "Watch Me" (i samarbejde med Bella Thorne), "Dig Down Deeper", "Swag It Out", "Something to Dance For" og "Replay". Der er lavet et mash-up af Zendayas "Something to Dance For" og Bella Thornes "TTYLXOX". Zendaya er med på de tre albummer, Dance Dance ("Break It Down"), Live 2 Dance og "I ❤️ Dance". Zendaya har konkurreret i Dancing With The Stars i sæson 16. Sent i 2013 vendte Zendaya tilbage til Disney Channel for at filme en DCOM Zapped, medvirkende Spencer Boldman fra Lab Rats, filmen havde premiere d. 27. juni 2014. Zendaya spillede med i Disney Channels sitcom K.C. Undercover, som startede optagelse i 2014, serien kom ud i 2015.

## Privat
Zendaya bor i Los Angeles med sin mor Claire, far Kazembe og hunden Noon. Hun bruger sin fritid på at synge, danse og designe tøj.

## Filmografi
- Shake It Up (2010-2013) (sendt i Danmark 2011-2014) - Rocky Blue
- Held og Lykke, Charlie - Charlie Shakes It Up (2011) (sendt i Danmark 2012) - Rocky Blue
- Pixie Hollow Games (2011) – Lagde stemme til Fern.
- From Bad To Cursed (2011) - Trailer til Katie Alenders bog af samme navn
- PrankStars - Walk the Prank (2011) - Sig selv
- Frenemies (2012) - Halley Brandon
- A.N.T. Farm - Creative ConsultANT (2012) (sendt i Danmark 2013) - Sequoia Jones
- Shake It Up: Made In Japan (2012) - Rocky Blue
- Dancing With The Disney Channel Stars (2012) - Sig selv
- Super Buddies - Lagde stemme til Lollipop
- Duck Duck Goose - Lagde stemme til Chi
- Dancing With The Stars - Sæson 16 (2013) - Sig selv
- The Story of ZENDAYA (2013) - Sig selv
- Zapped (2014) - Zoey Stevens
- The Making of SWAY (2014) - Sig selv
  - The Space (Episode 1) - Sig selv
  - The Vision (Episode 2) - Sig selv
  - The First Rehearsal (Episode 3) - Sig selv
  - The Stars (Episode 4) - Sig selv
  - Details (Episode 5) - Sig selv
  - Get to Work (Episode 6) - Sig selv
  - One Week Left (Episode 7) - Sig selv
  - The Last Push (Episode 8), sidste episode af The Making of SWAY før det store show - Sig selv
- SWAY: A Dance Trilogy (2014) - Sig selv
- K.C. Undercover (2015-2018) (sendt i Danmark 2016-2019) - K.C. Cooper
- Black-ish - Daddy's Day (2015) - Rasheida
- Walk the Prank - K.C. Undercover Edition (2017) - Sig selv
- The Greatest Showman (2017) - Anne Wheeler
- Spider-Man: Homecoming (2017) - Michelle "MJ" Jones
- Lip Sync Battle - Tom Holland vs. Zendaya (2017) - Sig selv
- Spider-Man: Far From Home App (2017-nu) - Lægger stemme til Michelle "MJ" Jones
- Smallfoot (2018) - Lagde stemme til Meechee
- Spider-Man: Far From Home (2019) - Michelle "MJ" Jones
- The OA (2019) - Fola Uzaki
- Spider-Man: Far From Home "fodbold reklame" (2019) - Sig selv (oplæser)
- Euphoria (2019) - Rue
- Dune (2021)
- Spider-Man: No Way Home (2021)

## Diskografi

### Singler
- Hot'n Cold (2010) – En del af Kidz Bop Kids.
- Watch me (2011) – Med Bella Thorne
- Swag It Out (2011)
- Dig Down Deeper (2011)
- Something to Dance For (2012)
- Fashion Is My Kryptonite (2012) – Med Bella Thorne
- Shake Santa Shake (2012)
- Contagious Love (2013)
- Replay (2013)
- Fireflies (2013)
- Butterflies (2013)
- Putcha Body Down (2013)
- Heaven Lost An Angel (2013)
- Cry for Love (2013)
- Only When You’re Close (2013)
- Bottle You Up (2013)
- Scared (2013)
- Love You Forever (2013)
- My Baby (2013)
- Too Much (2014)
- Rewrite The Stars (2017) Med Zac Efron

### Musikvideoer
- Watch Me (2011) – Med Bella Thorne
- Dig Down Deeper (2011)
- Swag It Out (2011)
- Something to Dance For/TTYLXOX (Mash-Up) (2012) – Med Bella Thorne
- Fashion Is My Kryptonite (2012) – Med Bella Thorne
- Like We Grown (2013) - Med Trevor Jackson (Kvindelig hovedrolle)
- Contagious Love (2013) - Med Bella Thorne
- Replay (2013)
- Replay (Accoustic) (2013)
- Bottle You Up (Accoustic) (2013)
- My Baby (2014)
- Safe and Sound (2014) (x4) - Coca Cola "Ahh Moment" med Kina Grannis, Max Schneider og Kurt Schneider (x1 hovedrolle, x3 birolle)
- All Of Me (2014) - Med Kurt Schneider og Max Schneider
- Too Much (2014) - [Del af Zapped]

Bad Blood (2015) - Med Taylor Swift

### Albummer
- Shake It Up: Break It Down (2011)
- Shake It Up: Live 2 Dance (2012)
- Shake It Up: Made In Japan EP (2012)
- Disney Channel Holiday Playlist (2012)
- Make Your Mark: Ultimate Playlist (2012)
- Shake It Up: I Heart Dance (2013)
- Disney Channel Holiday Playlist (2013)
- ZENDAYA (2013)

### Tournér
- Swag It Out Tour (2012-2013)
- 2013 Tour (2013-2014)